# Medalha Louis Néel
A Medalha Louis Néel (em inglês:  Louis Néel Medal) é concedida desde 1994 nas áreas de magnetismo, paleomagnetismo e petrofísica. É desde 2004 concedida pela European Geosciences Union (EGU).

## Recipientes
- 1994 Frank D. Stacey
- 1995 Jean-Paul Poirier
- 1997 Reinhard Boehler
- 1999 David J. Dunlop
- 2002 J. Michael Brown
- 2004 Subir Banerjee
- 2005 David Kohlstedt
- 2006 G. David Price
- 2007 Friedrich Heller
- 2008 J. Brian Evans
- 2009 Yves Guéguen
- 2010 Teng-fong Wong
- 2011 Ernest Henry Rutter
- 2012 James Robert Rice
- 2013 Mark Zoback
- 2014 Ian Main[1]
- 2015 Toshihiko Shimamoto
- 2016 Philip Meredith[2]